# Мензіс Кемпбелл
Сер Волтер Мензіс «Мінг» Кемпбелл (англ. Sir Walter Menzies «Ming» Campbell; 22 травня 1941, Глазго, Шотландія) — британський політик, ліберал-демократ.

## Життєпис
Він вивчав право в Університеті Глазго, додатково навчався у американському Стенфордському університеті у Каліфорнії. У 1964 брав участь у літніх Олімпійських іграх у Токіо; біг за команду Великої Британії у чвертьфіналі, півфіналі та фіналі естафети 4x100 метрів, а також брав участь у перших двох етапах у бігу на 200 метрів. З 1967 по 1974 утримував рекорд Великої Британії у бігу на 100 метрів (10,2 секунди).
Політичну діяльність почав у Ліберальної партії. У 1975 році він став головою шотландської організації лібералів. У 1987 році був вперше обраний до Палати громад. Відповідав за зовнішню політику і військові справи створених ліберал-демократів, у жовтні 2003 року він обраний заступником лідера партії, з березня 2005 по жовтень 2007 був її лідером.
У 2004 році за багаторічну роботу у парламенті був отримав титул сера. Він також є командором ордена Британської імперії (1987) і входить до Таємної ради. Має ступінь почесного доктора університетів Глазго і Стратклайда.